# フィリップ・ド・モンモランシー
フィリップ・ド・モンモランシー（Philippe de Montmorency、1524年 - 1568年6月5日）は、ホールン伯爵。八十年戦争初期の指導者。オランダ語名はフィリップス。父ジョゼフ・ド・モンモランシーがイタリアで戦死すると、母アンナ・ファン・エフモントはホールン伯ヤンと再婚したため、義父の死後にホールン伯を継いだ。

## 生涯
神聖ローマ皇帝カール5世とその息子スペイン王フェリペ2世に仕えた。対フランス戦争において、1557年のサン・カンタンの戦い、1558年のグラブリーヌの戦いで戦功をあげた。また、1555年にヘルダーラント州の総督に任じられた。
1563年、宮廷での職を辞してネーデルラントへ帰郷。オラニエ公ウィレム1世やエフモント伯ラモラールらと、スペインの属領政策に反抗。翌1564年には、ネーデルラントにおける専権者グランヴェルを本国退去に追い込んだ。その後、抵抗運動の主導権がカルヴァン派市民階級に移ると、他の大貴族たちと同様、運動の主流より遠ざかった。
しかし、抵抗運動の激化を弾圧の好機ととらえたフェリペ2世は、アルバ公フェルナンド・アルバレス・デ・トレドを総督として送り込んだ。1567年9月、エフモント伯らと捕らえられ、翌1568年6月4日「血の審問所」で反逆罪を宣告され、ブリュッセルで処刑された。